# Thomas Burt
Pour les articles homonymes, voir Burt.
Thomas Burt, né le 12 novembre 1837 dans le village de Murton Row dans le Northumberland et mort le 12 avril 1922, est un syndicaliste et homme politique britannique. Il est, avec Alexander Macdonald, l'un des deux premiers représentants du mouvement ouvrier et syndical à la Chambre des communes.

## Biographie
Fils d'un mineur et syndicaliste, il naît dans un village minier du nord-est de l'Angleterre. Il ne bénéficie que de deux années d'école avant de descendre à son tour travailler dans les mines de charbon à l'âge de 10 ans. Il s'intéresse par lui-même à la littérature, et parcourt parfois à pied les trente kilomètres pour obtenir des livres à Newcastle. Il lit et apprécie Percy Bysshe Shelley, Charles Dickens, Thomas Carlyle, John Stuart Mill ou encore John Ruskin, s'intéressant en autodidacte non seulement aux lettres mais aussi aux idées progressistes, à la politique et à l'économie. C'est pour ces connaissances qu'il est élu en 1863 secrétaire de l'Association des Mineurs du Northumberland, syndicat des travailleurs des mines de charbon.
Le loi de réforme de 1867 octroie le droit de vote à une partie de la classe ouvrière. En conséquence, Thomas Burt se présente comme candidat du mouvement syndical dans la circonscription de Morpeth pour les élections législatives de 1874. Le Parti libéral le soutient en ne présentant pas de candidat contre lui ; ce sont les débuts du mouvement dit « libéral-travailliste » (Lib-Lab), par lequel les Libéraux facilitent l'élection de représentants syndicaux, lesquels s'alignent plus ou moins sur les Libéraux au Parlement. Thomas Burt est élu avec 85,1 % des voix face à un unique adversaire du Parti conservateur. De ce fait, il est l'un des deux premiers représentants Lib-Lab à la Chambre des communes, avec Alexander Macdonald, lui aussi travailleur des mines et syndicaliste, élu député de Stafford.
À la Chambre, Burt fait campagne notamment pour une consolidation des droits des syndicats, et pour l'introduction du suffrage universel masculin, revendication de longue date du mouvement chartiste. Il soutient également la revendication d'autonomie pour l'Irlande, et est membre de la Ligue internationale pour la paix. Réélu continuellement dans sa circonscription, il est nommé en 1892 Secrétaire parlementaire à la Commission du Commerce par le Premier ministre libéral William Gladstone - c'est-à-dire qu'il est chargé des relations de cette Commission avec le Parlement. Il occupe cette fonction durant trois ans. En 1893 le mouvement syndical structure son propre mouvement politique, le Parti travailliste indépendant, mais Thomas Burt demeure proche des Libéraux et ne s'y joint pas. En 1910, il devient doyen de la Chambre des communes, où il siège alors depuis plus longtemps que tout autre député encore en exercice.
En raison de sa santé défaillante, il ne se représente pas aux élections législatives de 1918, et met ainsi un terme à sa longue carrière parlementaire de quarante-quatre ans. Alité durant les trois dernières années de sa vie, il meurt à l'issue d'une longue maladie en avril 1922, et est inhumé près de son domicile à Newcastle.